# قلعة قايتباي
تقع قلعة قايتباي في نهاية جزيرة فاروس منطقة السياله في حي الجمرك بأقصى غرب الإسكندرية، شيدت علي أنقاض واحدة من عجائب الدنيا السبع. وهي منارة الإسكندرية القديمة التي تهدمت سنة 702 هـ إثر الزلزال المدمر الذي حدث في عهد السلطان الناصر محمد بن قلاوون، وقد بدأ السلطان الأشرف أبو النصر قايتباي بناء هذه القلعة في سنة 882 هـ وانتهى من بنائها سنة 884 هـ.
وكان سبب اهتمامه بالإسكندرية كثرة التهديدات المباشرة لمصر من قبل الدولة العثمانية التي هددت المنطقة العربية بأسرها، وقد اهتم السلطان المملوكي قانصوه الغوري بالقلعة فزاد من أهميتها وشحنها بالسلاح.

## وصف القلعة
تأخذ القلعة شكل المربع وتبلغ مساحتها 150م *130م، يحيط بها البحر من ثلاث جهات، وتحتوي القلعة على الأسوار والبرج الرئيسي في الناحية الشمالية الغربية، وتنقسم الأسوار إلى سور داخلي وآخر خارجي، فالسور الداخلي يشمل ثكنات الجند ومخازن السلاح، أما السور الخارجي للقلعة فيضم في الجهات الأربعة أبراجا دفاعية ترتفع إلى مستوى السور باستثناء الجدار الشرقي الذي يشتمل على فتحات دفاعية للجنود.
ويتخذ البرج الرئيسي في الفناء الداخلي شكل قلعة كبيرة مربعة الشكل طول ضلعها 30 مترا وارتفاعها 17 مترا وتتكون القلعة من ثلاث طوابق مربعة الشكل، وتوجد في أركان البرج الأربعة أبراج نصف دائرية تنتهي من أعلى بشرفات بارزة، وهذه الأبراج أعلى من البرج الرئيسي تضم فتحات لرمي السهام على مستويين، ويشغل الطابق الأول مسجد القلعة الذي يتكون من فناء وأربعة غرف وممرات دفاعية تسمح للجنود بالمرور بسهولة خلال عمليات الدفاع عن القلعة، وكان لهذا المسجد مئذنة ولكنها انهارت مؤخرا.
أما الطابق الثاني فيحتوي على ممرات وقاعات وحجرات داخلية، ويضم الطابق الثالث حجرة كبيرة (مقعد السلطان قايتباي) يجلس فيه لرؤية السفن على مسيرة يوم من الإسكندرية يغطيه قبو متقاطع كما يوجد في هذا الطابق فرن لإعداد الخبز البر المصنوع من القمح وكذلك طاحونة لطحن الغلال للجنود المقيمين في القلعة.
وقد جدد السلطان قانصوه الغوري القلعة وزاد من حاميتها، وقد أهملت هذه القلعة في فترة الخلافة العثمانية لمصر.
أنشأ هذه القلعة السلطان الملك الأشرف أبو النصر قايتباي المحمودي سنة 882 هـ / 1477م مكان منارة الإسكندرية القديمة عند الطرف الشرقي لجزيرة فاروس في أواخر دولة المماليك، وهي عبارة عن بناء مستقل طوله 150 مترًا أو أقل، ومكون من ثلاثة طوابق الطابق الأول ذو شكل مربع والثاني مثمن والثالث دائري ويغطي قمة المنارة قبة ويعلوها تمثال الإله بوسيدون إله البحار والمحيطات ذو الشوكة الثلاثية الشهيرة عند الإغريق وكانت يزينها تماثيل من الرخام، والمنارة عموما مبنية بأحجار ضخمة للغاية وطريقة الإضاءة بها كانت تتم عن طريق كتلة هرمية أو متعددة الأضلاع من البرونز مصقولة بشكل متقن ذو سطح ناعم للغاية تعمل عمل المرآة معلقة وأسفلها موقد نيران، وتعكس الضوء المنبعث من النيران على امتداد حوالي 20 كيلو متر في الماء لتهتدي به السفن القادمة للإسكندرية، وسُمْك أسوارها 4.5 متر.
وكانت المنارة قد تهدمت إثر زلزال عام 702 هـ أيام الملك الناصر محمد بن قلاوون الذي أمر بترميمها إلا أنها تهدمت بعد ذلك بعد عدة سنوات حتى تهدمت جميع أجزائها سنة 777 هـ / 1375م. ولما زار السلطان قايتباي مدينة الإسكندرية سنة 882 هـ / 1477م توجه إلى موقع المنارة القديمة وأمر أن يبني على أساسها القديم بُرجا عرف فيما بعد باسم قلعة أو طابية قايتباي، وتم الانتهاء من البناء بعد عامين من تاريخ الإنشاء، وتشير المصادر التاريخية إلى أن القلعة قد بُنيت ببعض أحجار المنارة القديمة المندثرة، وليس في نفس مكانها فقط، كما أن المنارة نفسها قد بُنيت ببعض أطلال المدن الفرعونية القديمة مثل ممفيس وطيبة.

## الاهتمام بالقلعة على مر العصور
ولأن قلعة قايتباي بالإسكندرية تُعد من أهم القلاع على ساحل البحر الأبيض المتوسط فقد اهتم بها سلاطين وحكام مصر على مر العصور التاريخية. ففي العصر المملوكي نجد السلطان قانصوه الغوري اهتم بهذه القلعة اهتماما كبيرا وزاد من قوة حاميتها وشحنها بالسلاح والعتاد، ولما فتح العثمانيون مصر استخدموا هذه القلعة مكانا لحاميتهم واهتموا بالمحافظة عليها وجعلوا بها طوائف من الجند المشاة والفرسان والمدفعية ومختلف الحاميات للدفاع عنها ومن ثم الدفاع عن بوابة مصر بالساحل الشمالي. ولما ضعفت الدولة العثمانية بدأت القلعة تفقد أهميتها الاستراتيجية والدفاعية نتيجة لضعف حاميتها فمن ثم استطاعت الحملة الفرنسية على مصر بقيادة نابليون بونابرت الاستيلاء عليها وعلى مدينة الإسكندرية سنة 1798م الأمر الذي أدّى إلى الاستيلاء عليها ومنها استولوا على باقي مصر، ولما تولّى محمد علي باشا حُكم مصر وعمل على تحصين مصر وبخاصة سواحلها الشمالية فقام بتجديد أسوار القلعة وإضافة بعض الأعمال بها لتتناسب والتطور الدفاعي للقرن التاسع عشر الميلادي تمثلت في تقوية أسوارها وتجديد مبانيها وتزويدها بالمدافع الساحلية هذا بالإضافة إلى بناء العديد من الطوابي والحصون التي انتشرت بطول الساحل الشمالي لمصر.
ولما قامت ثورة أحمد عرابي سنة 1882م والتي كان من نتائجها ضرب مدينة الإسكندرية في يوم 11 يوليو سنة 1882م ومن ثم الاحتلال البريطاني لمصر تم تخريب قلعة قايتباي وإحداث تصدعات بها، وقد ظلت القلعة على هذه الحالة حتى قامت لجنة حفظ الآثار العربية سنة 1904م بعمل العديد من الإصلاحات بها والقيام بمشروع لعمل التجديدات بها استنادا على الدراسات التي قام بها علماء الحملة الفرنسية والمنشورة في كتاب وصف مصر وأيضا التي قام بها الرحالة كاسيوس في كتابه سنة 1799م.

## التخطيط المعماري العام للقلعة
بُنيت قلعة قايتباي على مساحة قدرها 17550 متر مربع وقد بنيت على هذه المساحة أسوار القلعة الخارجية واستحكاماتها الحربية،
وهي عبارة عن مجموعة من الأسوار بنيت لزيادة تحصين القلعة، وهذه الأسوار عبارة عن سورين كبيرين من الأحجار الضخمة التي تحيط بالقلعة من الخارج والداخل أعدت لحماية القلعة، فالسور الأول هو السور الخارجي ويحيط بالقلعة من الجهات الأربع، فالضلع الشرقي من هذا السور يطل على البحر ويبلغ عرضه مترين وارتفاعه ثمانية أمتار ولا يتخلله أي أبراج، أما الضلع الغربي فهو عبارة عن سور ضخم سمكه أكبر من باقي أسوار القلعة يتخلله ثلاثة أبراج مستديرة ويعد هذا السور أقدم الأجزاء الباقية، أما الضلع الجنوبي فإنه يطل على الميناء الشرقية ويتخلله ثلاثة أبراج مستديرة ويتوسطه باب، أما الضلع الشمالي فيطل على البحر مباشرة وينقسم إلى قسمين الجزء السفلي منه عبارة عن ممر كبير مسقوف بني فوق الصخر مباشرة به عدة حجرات، أما الجزء العلوي فهو عبارة عن ممر به فتحات ضيقة تطل على البحر، أما الأسوار الداخلية فقد بينت من الحجر الجيري وتحيط بالبرج الرئيسي من جميع جهته ما عدا الجهة الشمالية ويتخلل هذا السور من الداخل مجموعة من الحجرات المتجاورة أعدت كثكنات للجند وهي خالية من أي فتحات عدا فتحات الأبواب وفتحات مزاغل خصصت لتكون فتحات للتهوية من ناحية وكفتحات للدفاع من ناحية أخرى.
البرج الرئيسي للقلعة فإنه يقع بالناحية الشمالية الغربية من مساحة القلعة وهو عبارة عن بناء يكون من ثلاث طوابق تخطيطه مربع الشكل يخرج من كل ركن من أركانه الأربعة برج دائري يرتفع عن سطح البرج الرئيسي.

## مواعيد الزيارات رسوم الدخول
- مواعيد الزيارة بالقلعة من الساعة 9 صباحا وحتى الساعة 7 مساء[9]
- أسعار تذاكر المصريين والعرب أي زيادات وهي: 60 جنيهًا مصريًا، والطلاب المصريين والعرب، 30 جنيهًا مصريًا.[9]
- يبلغ سعر تذكرة الأجانب 200 جنيها، والطالب الأجنبي: 100 جنيهًا مصريًا[9]

## معرض صور

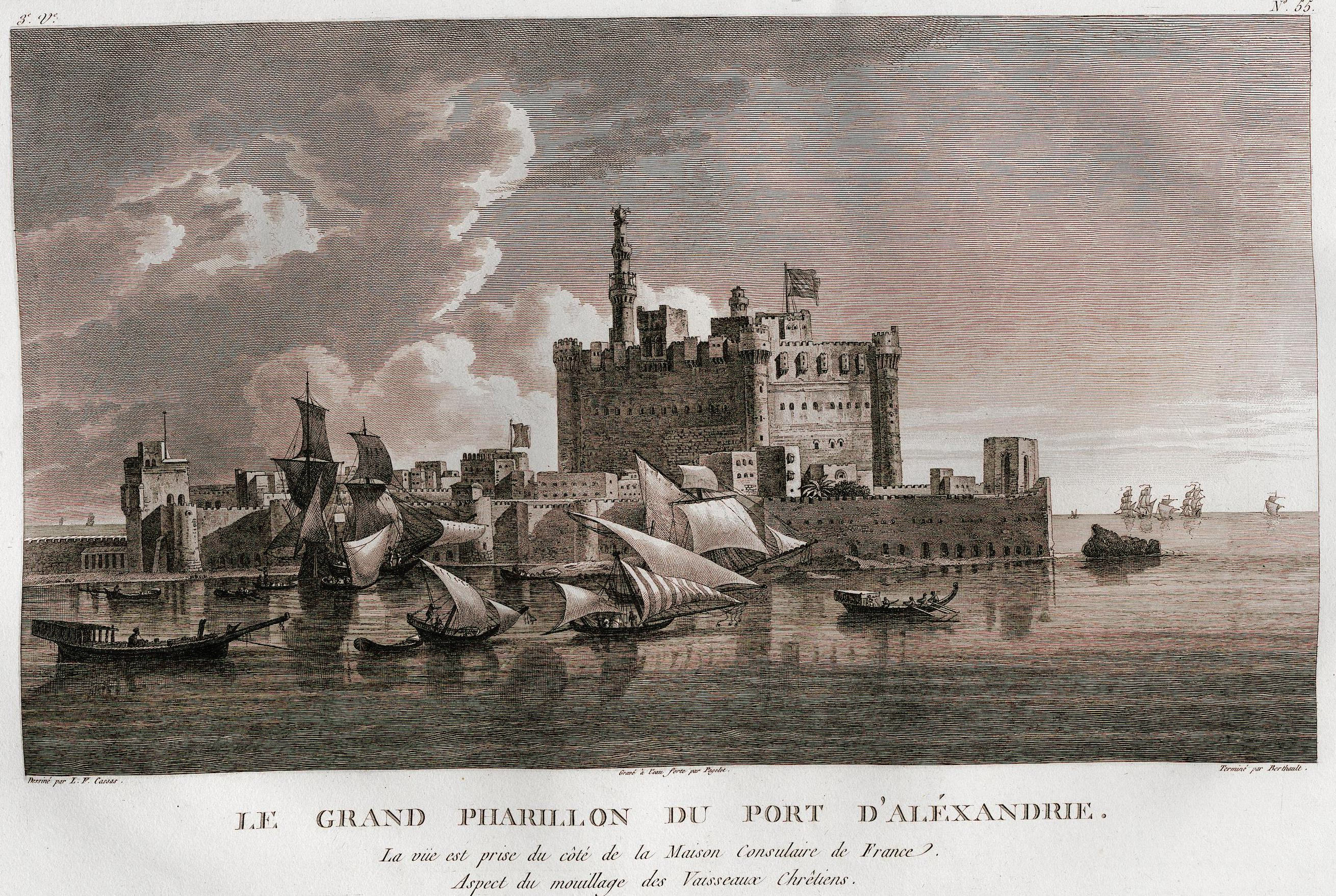
القلعة في سنة 1786م
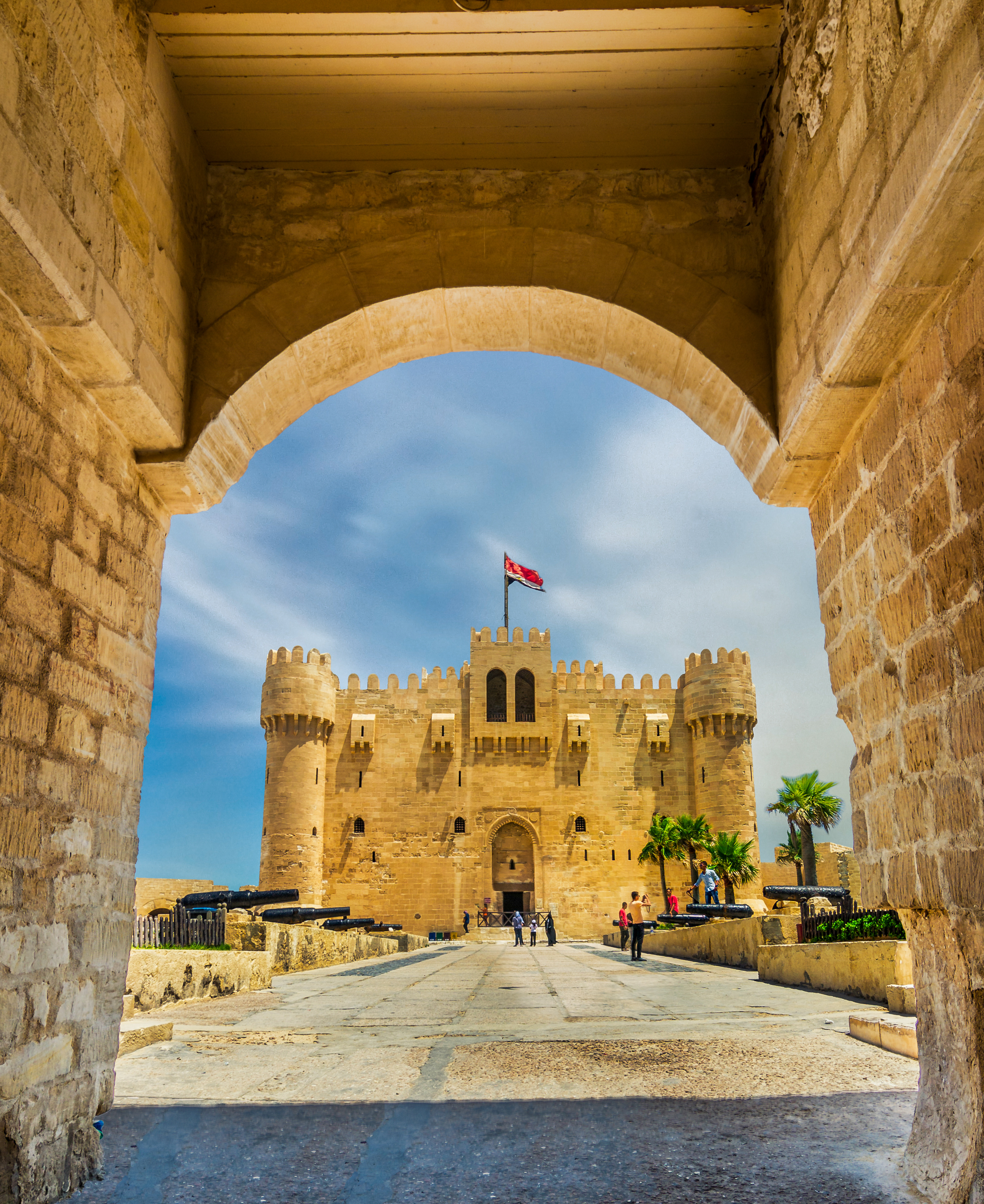
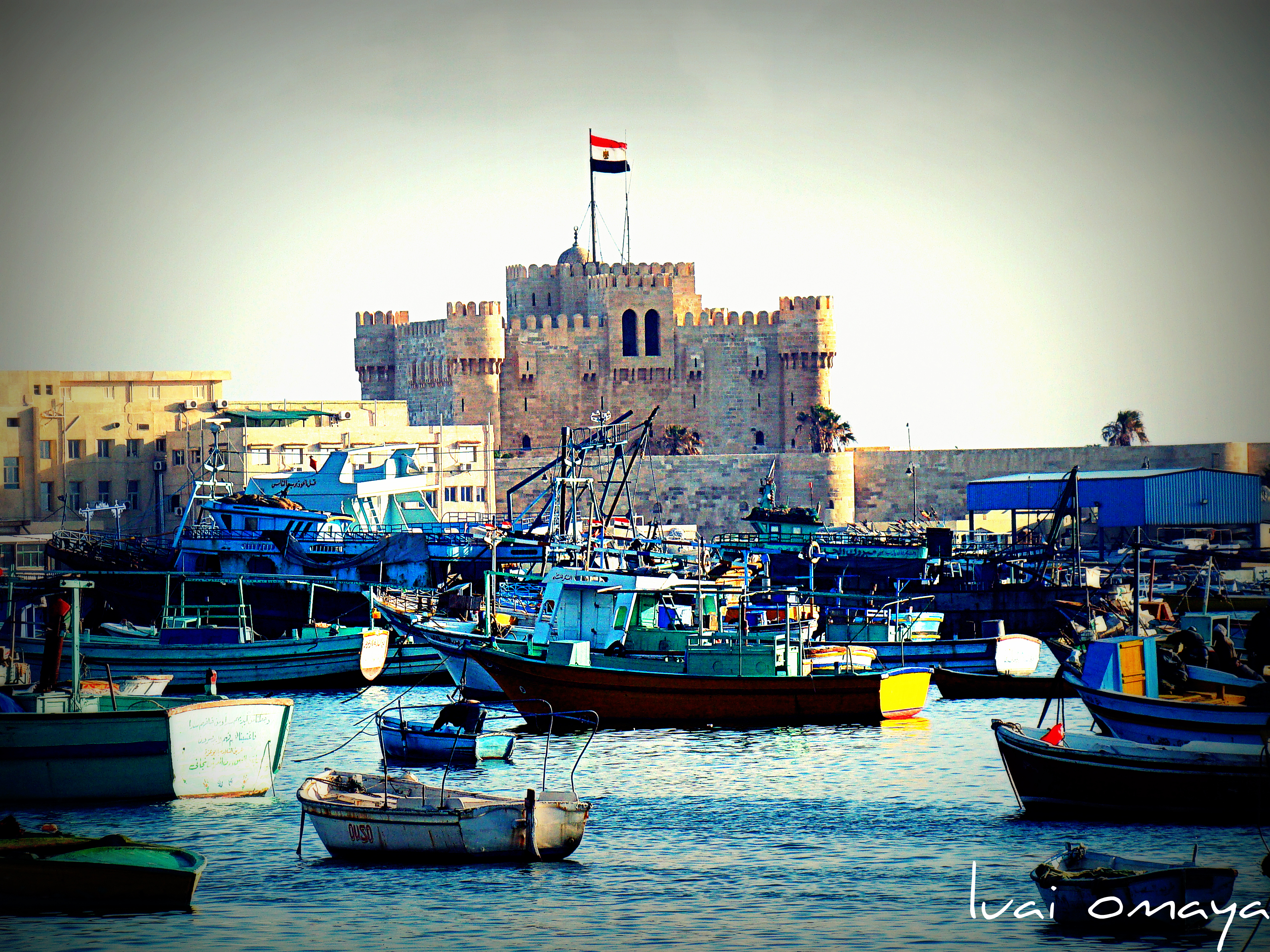
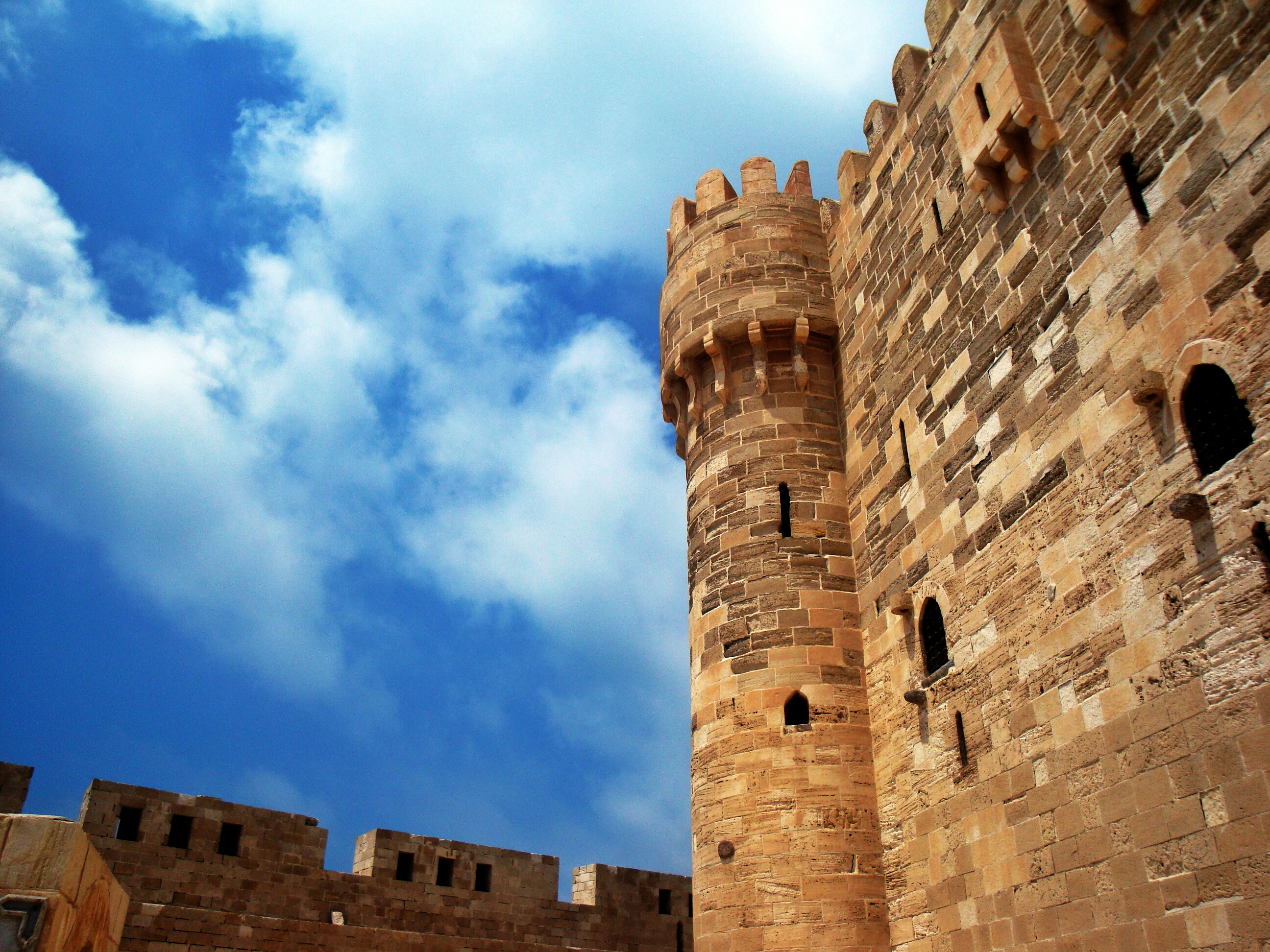
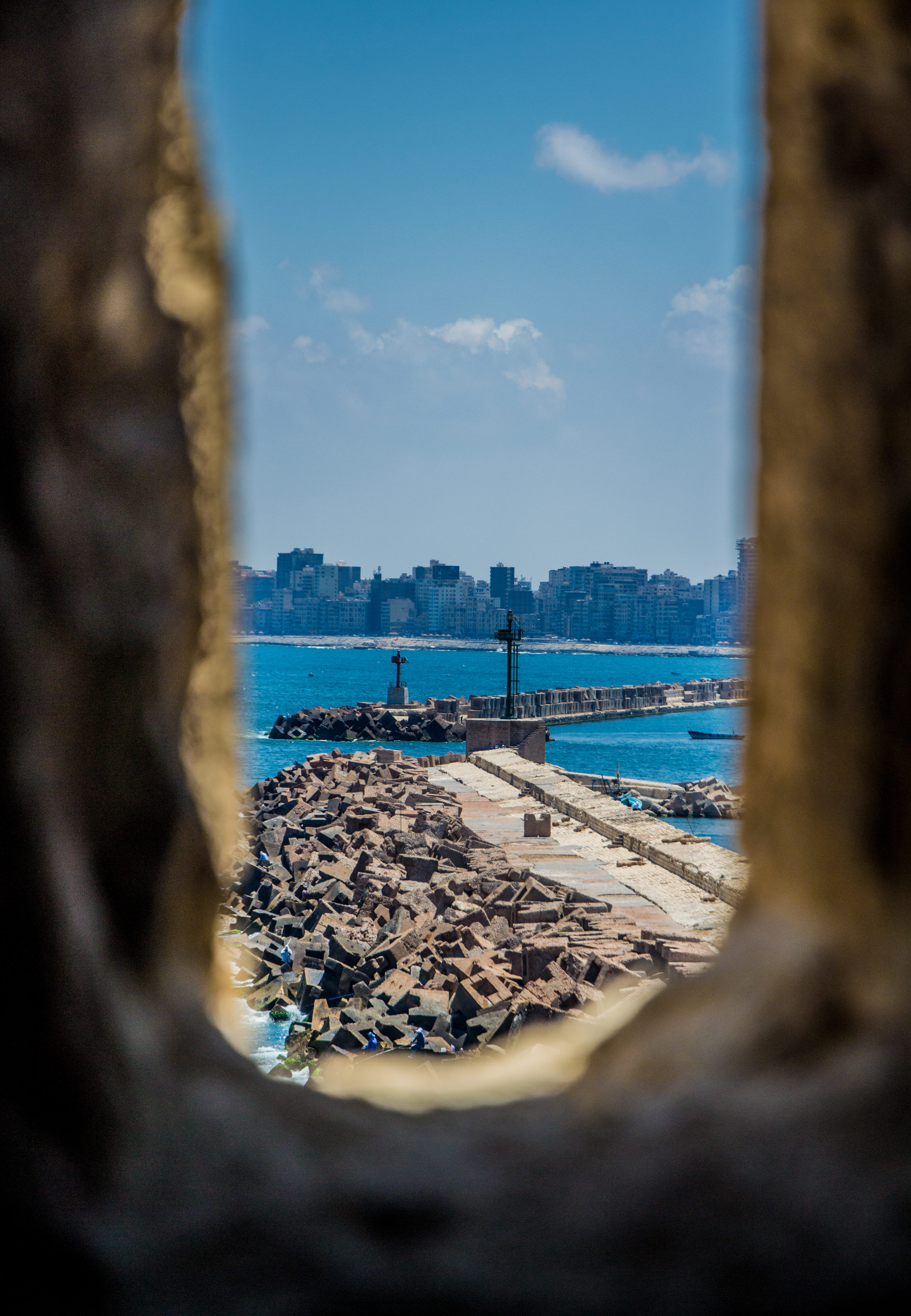
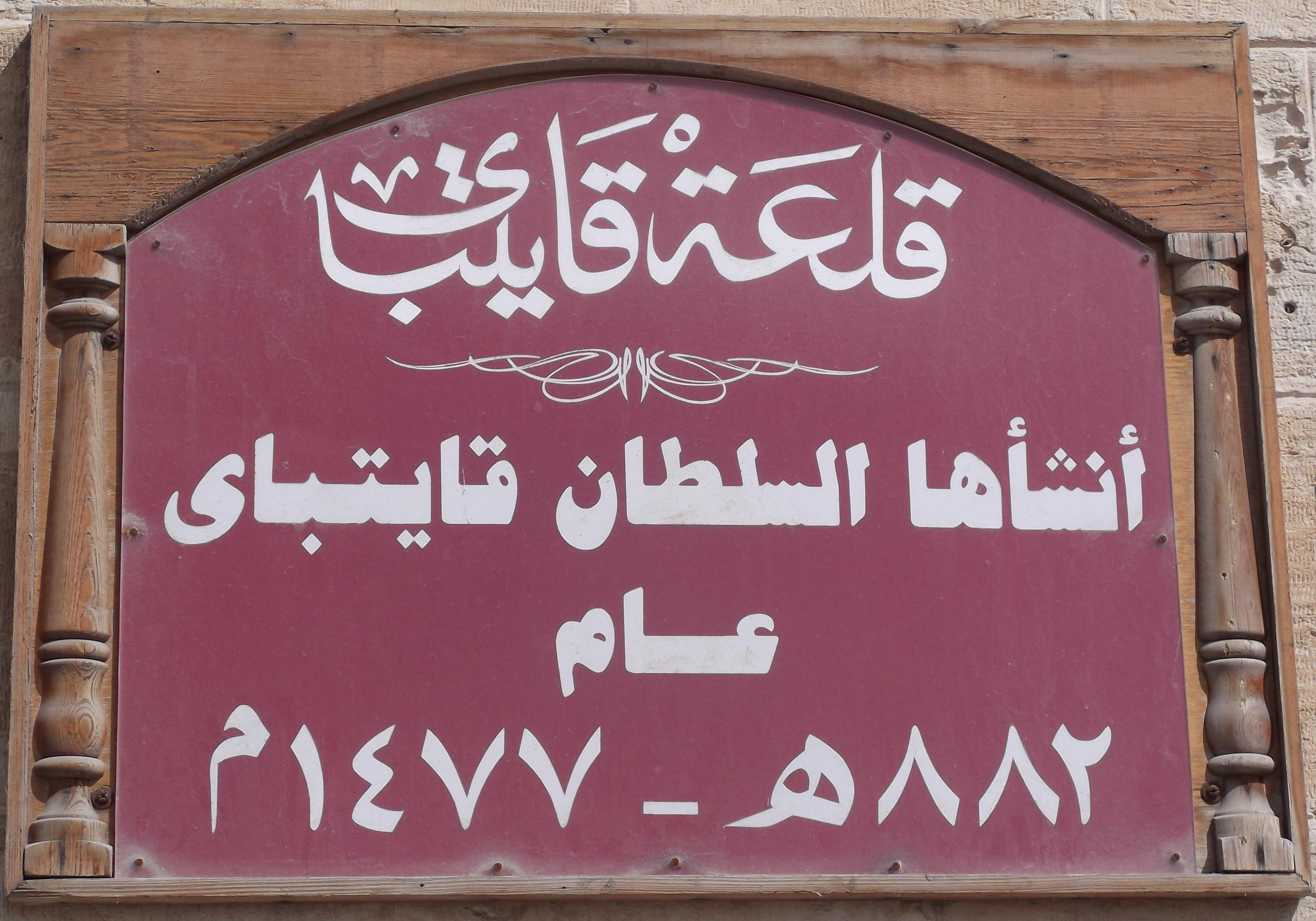
شارة الترحيب بقلعة قايتباي، الإسكندرية، مصر
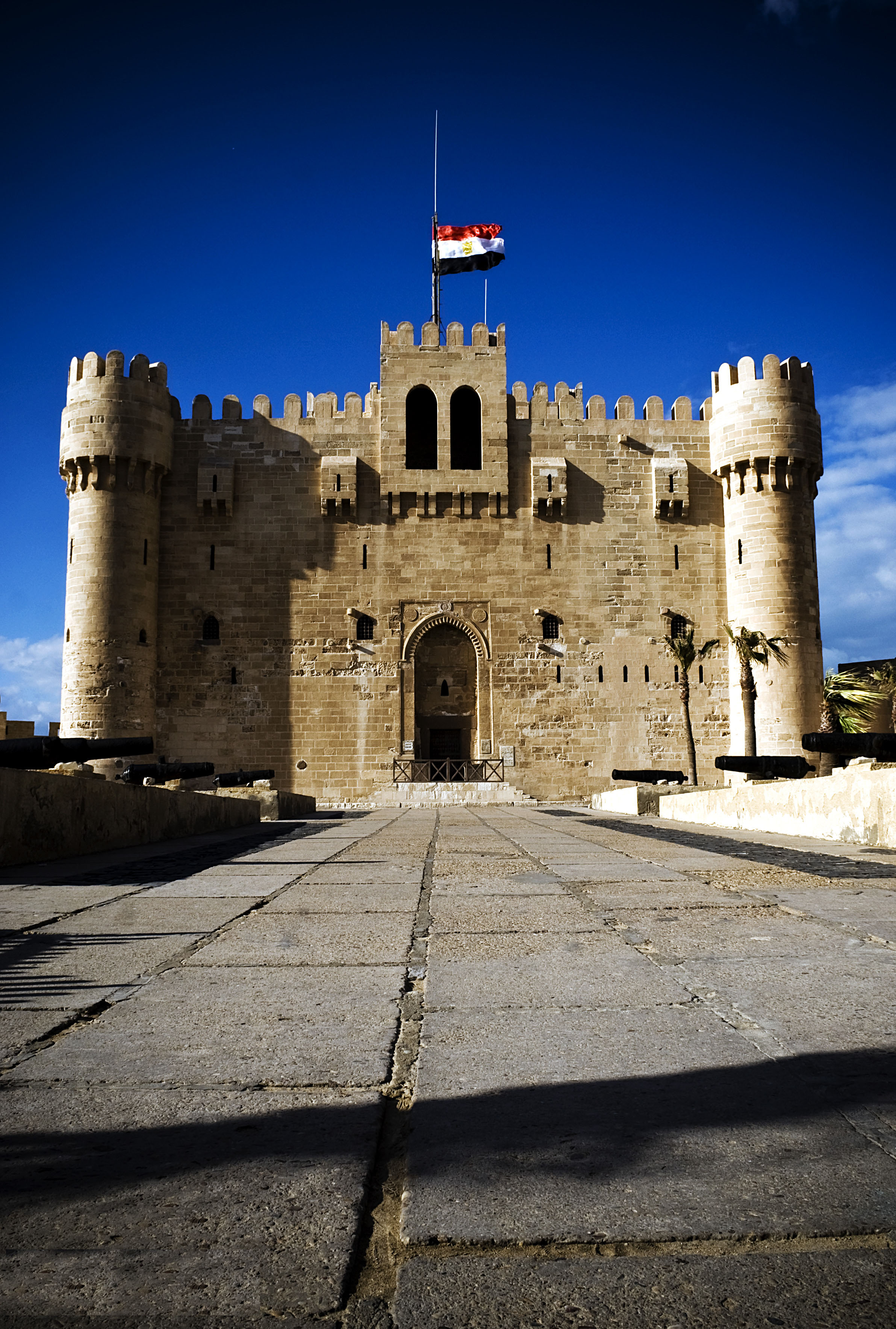
قلعة قايتباي بالأسكندرية
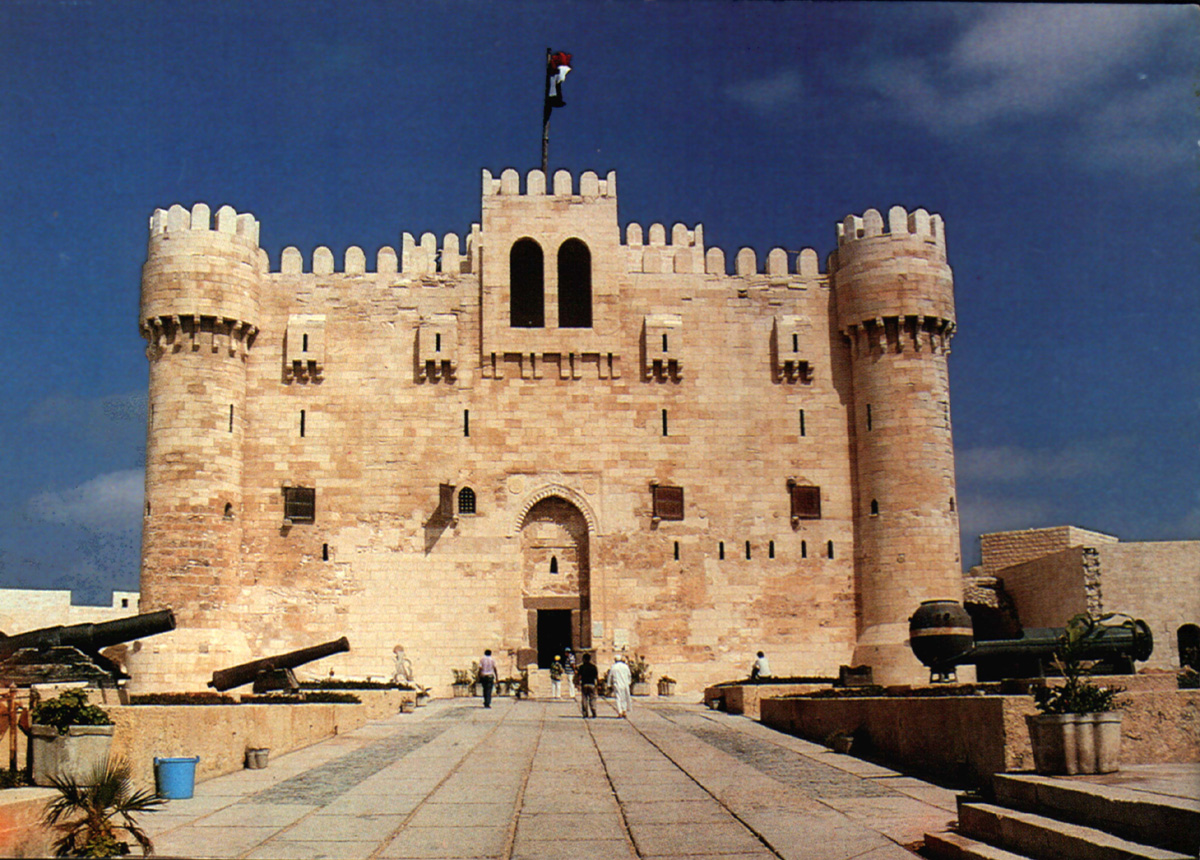
واجهة قلعة قايتباي
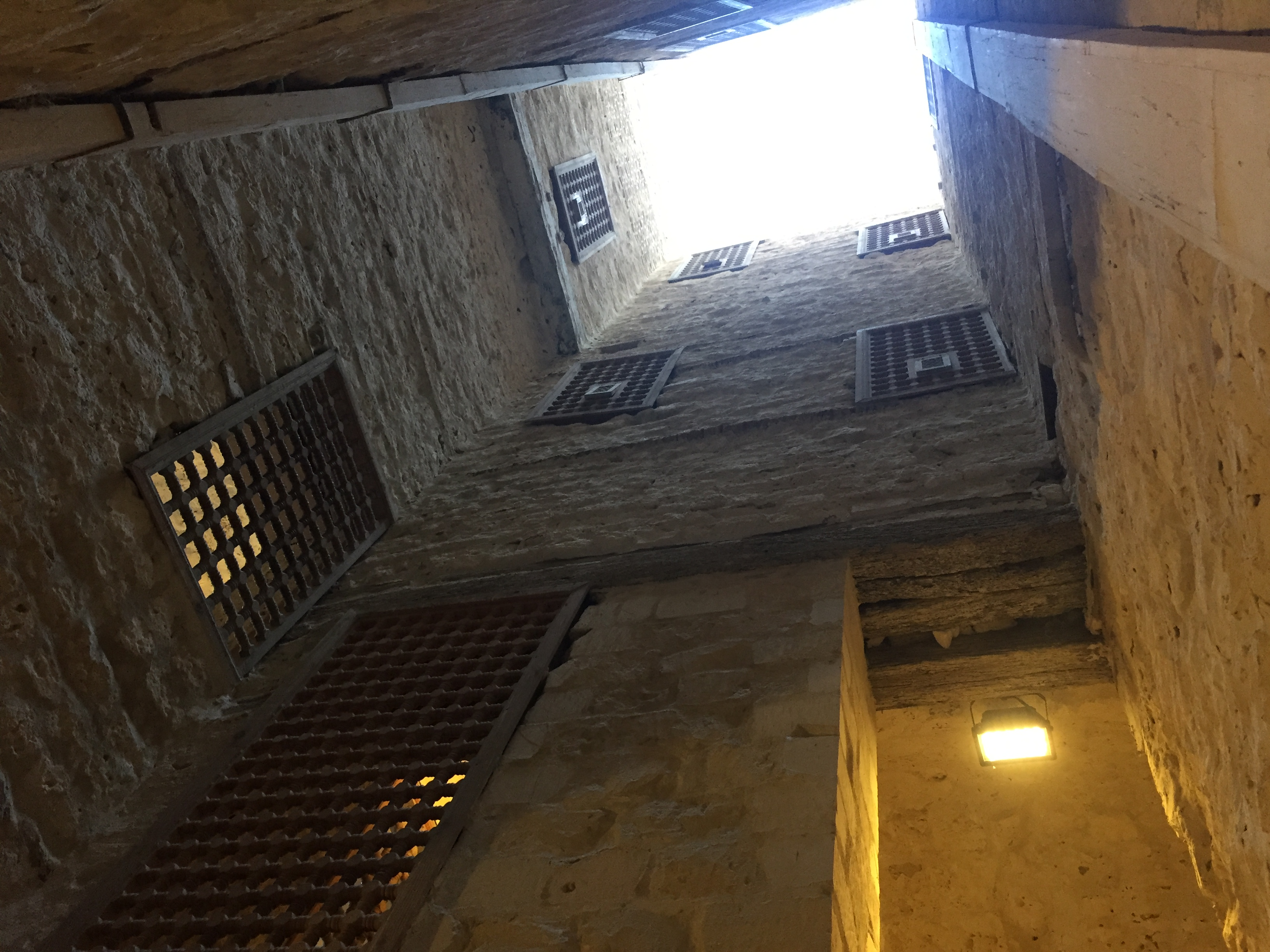
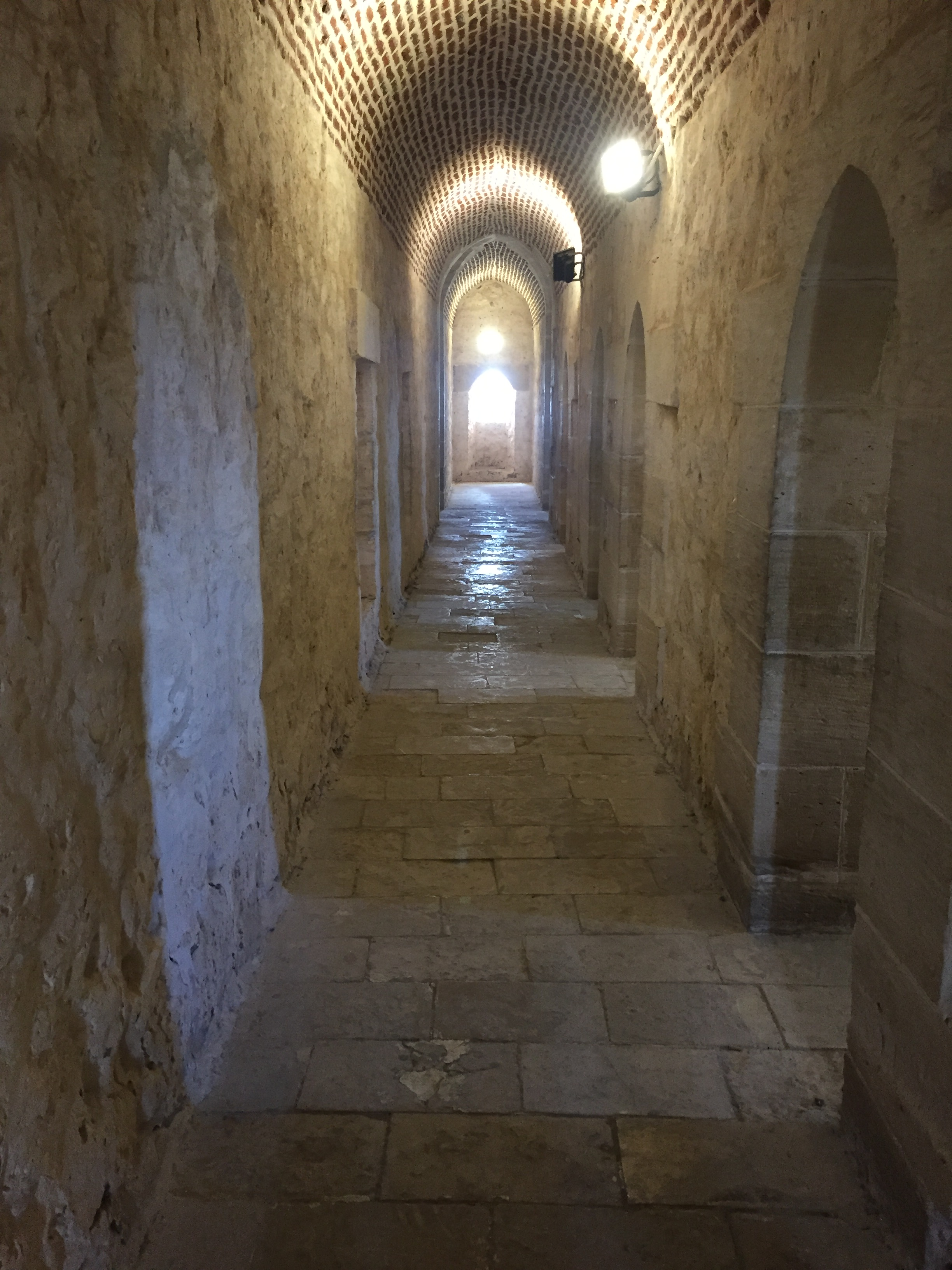
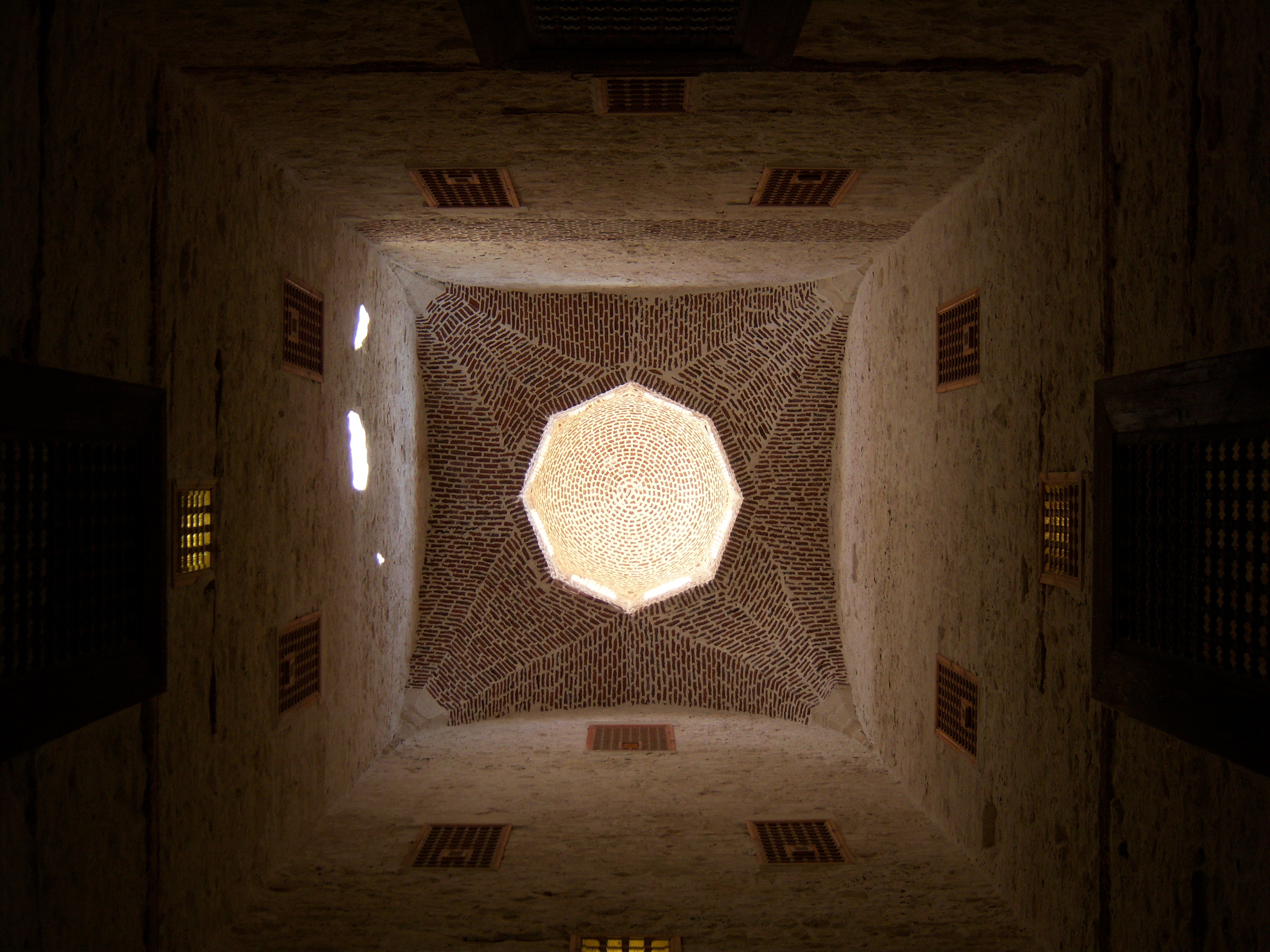
سقف داخلي في قلعة قايتباي
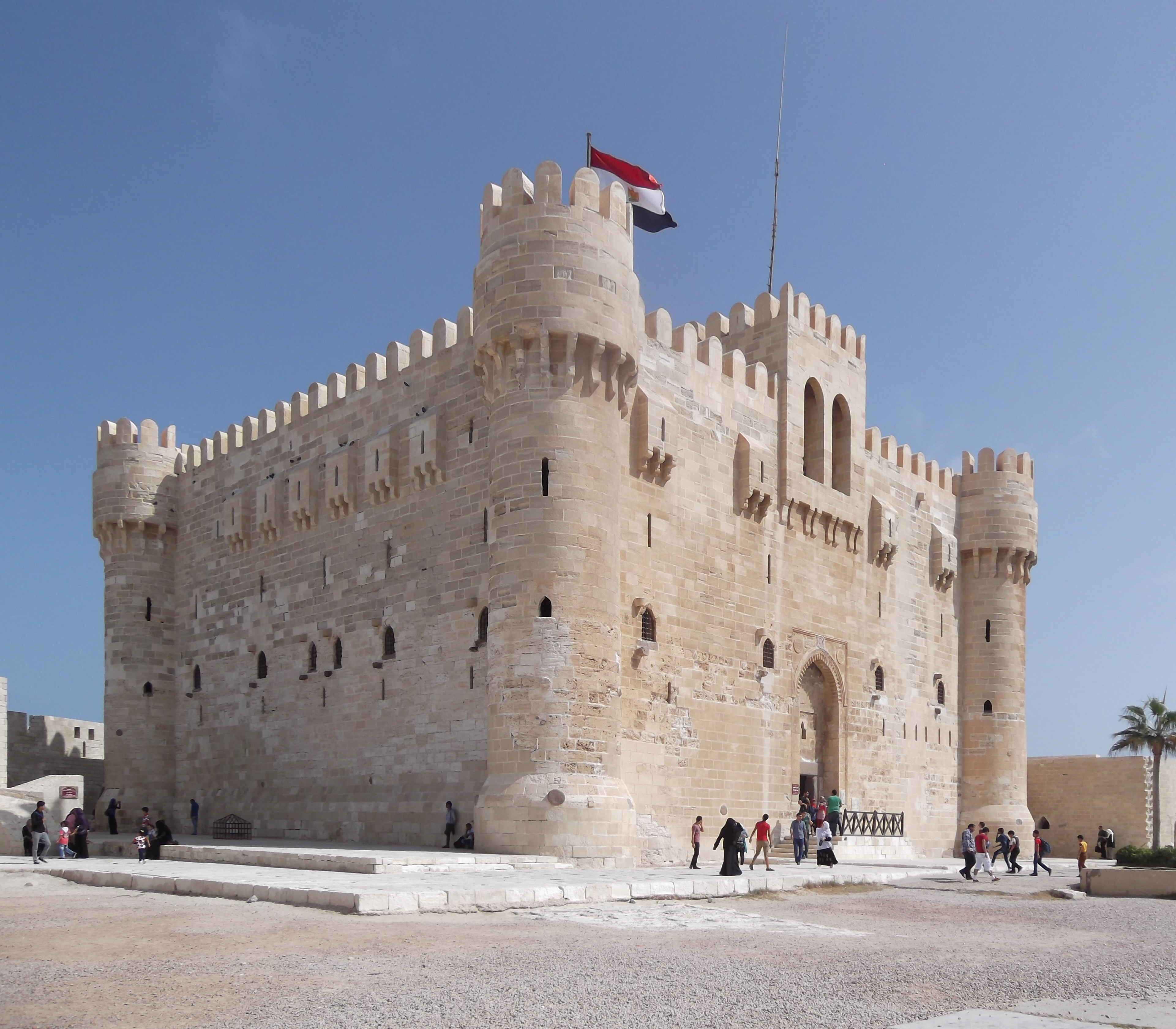
القلعة من الخارج
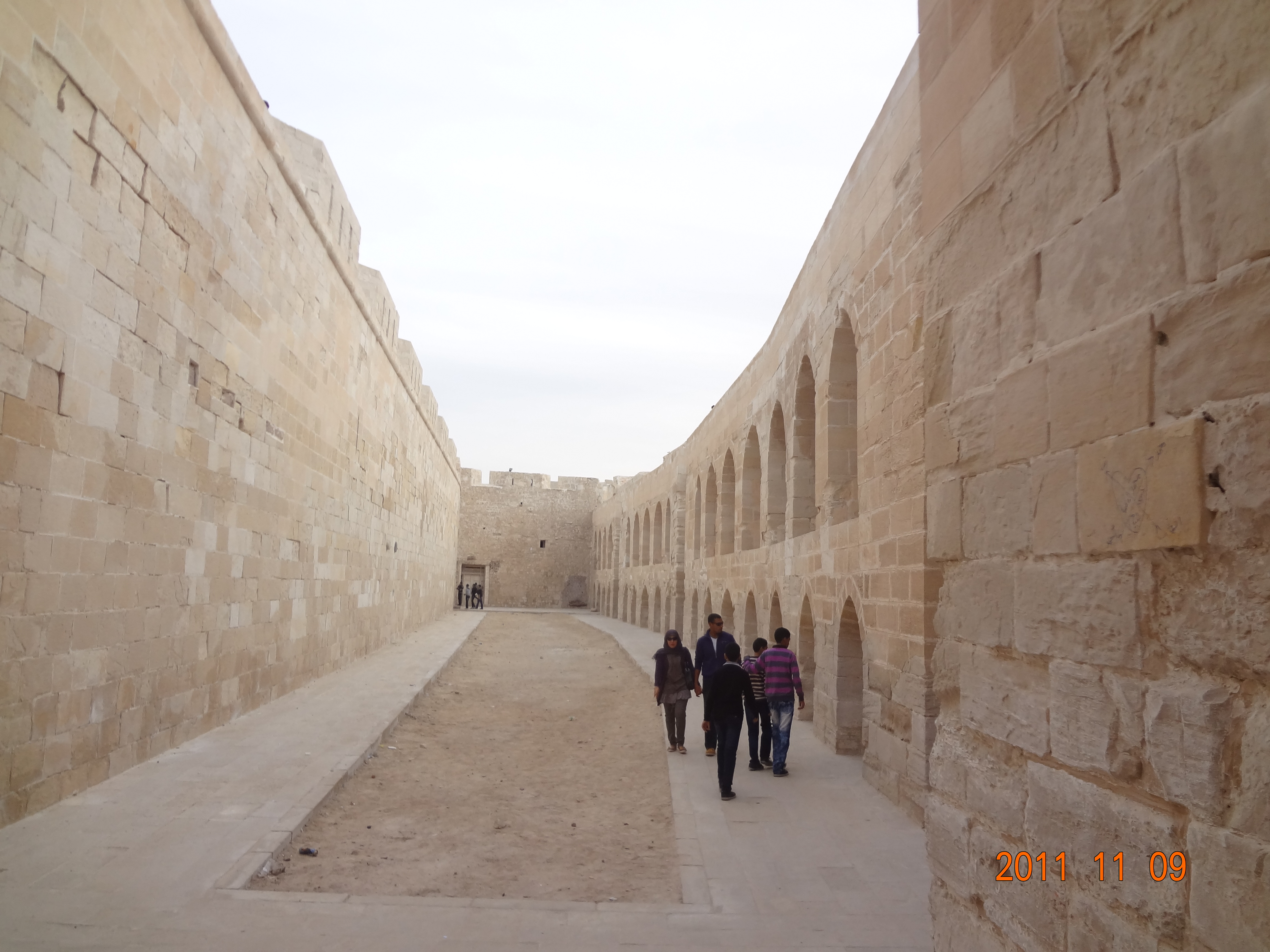
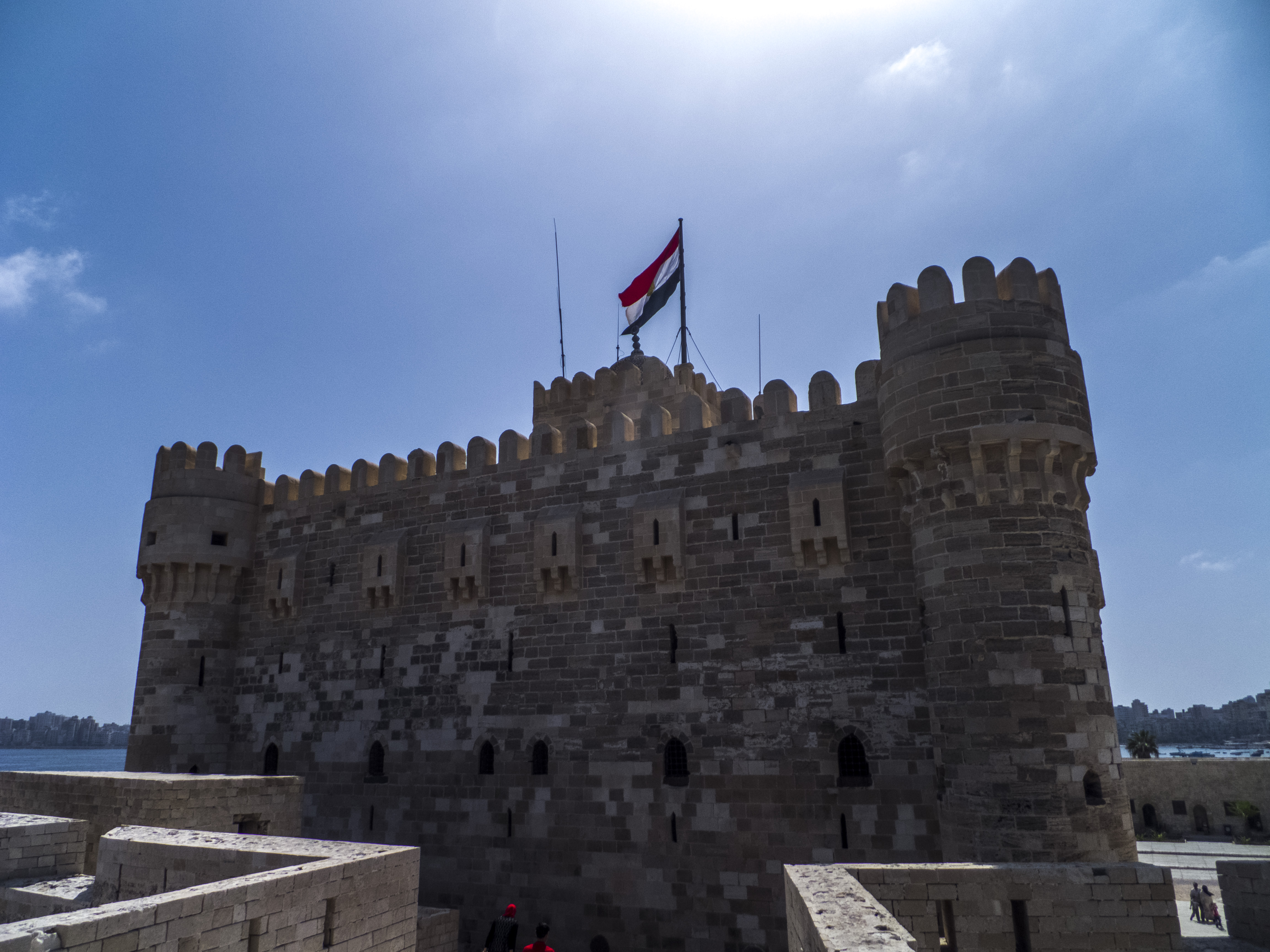
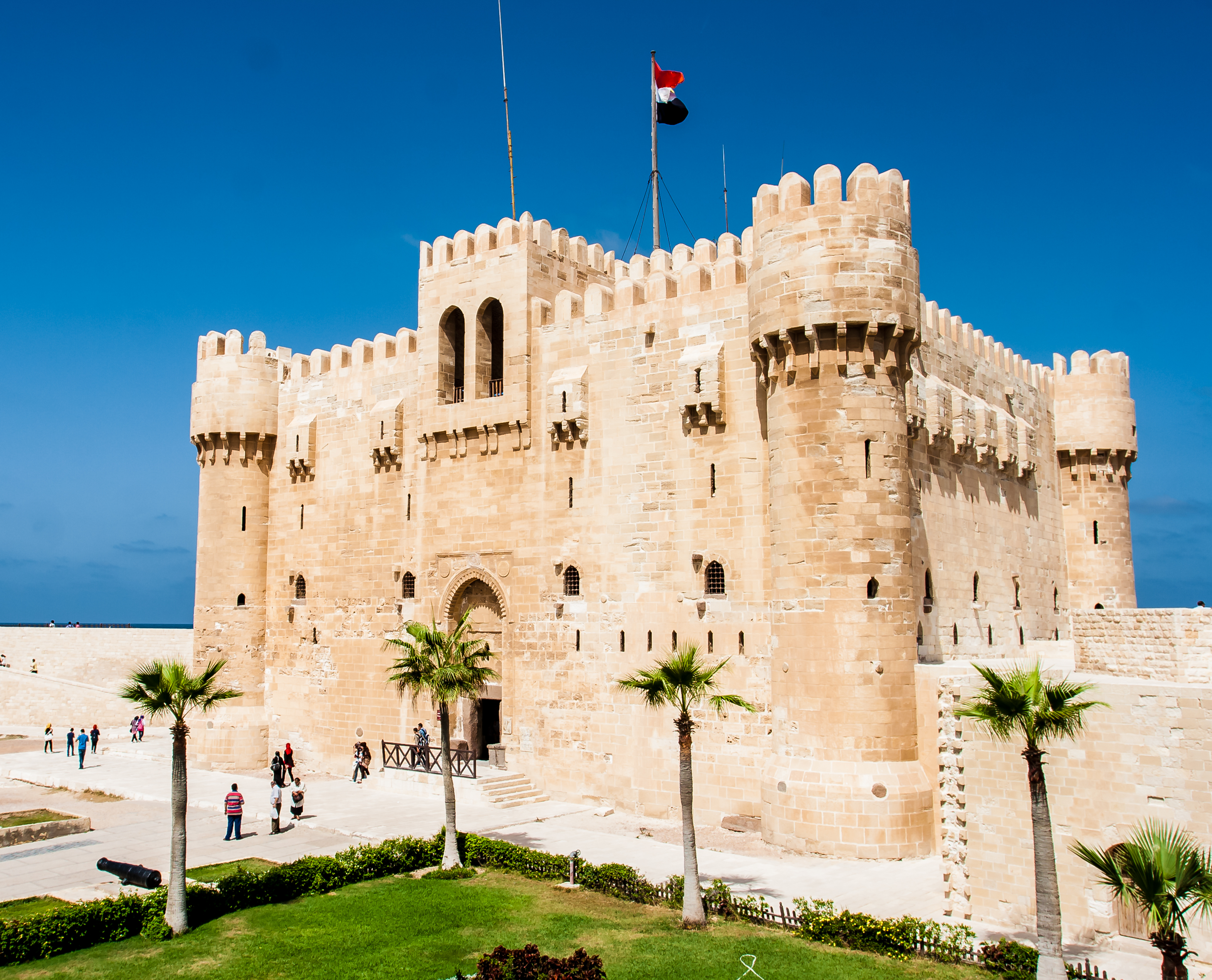
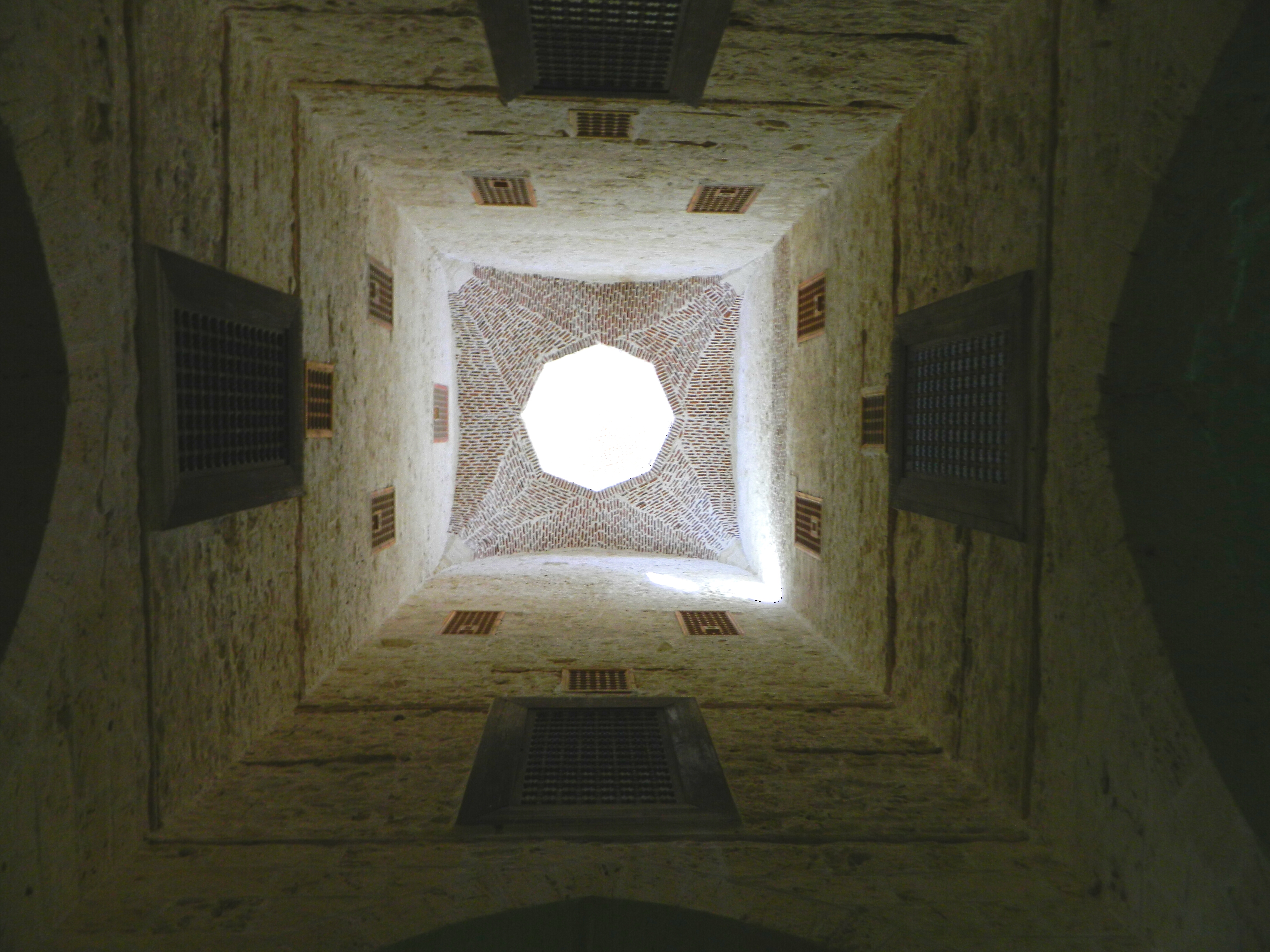
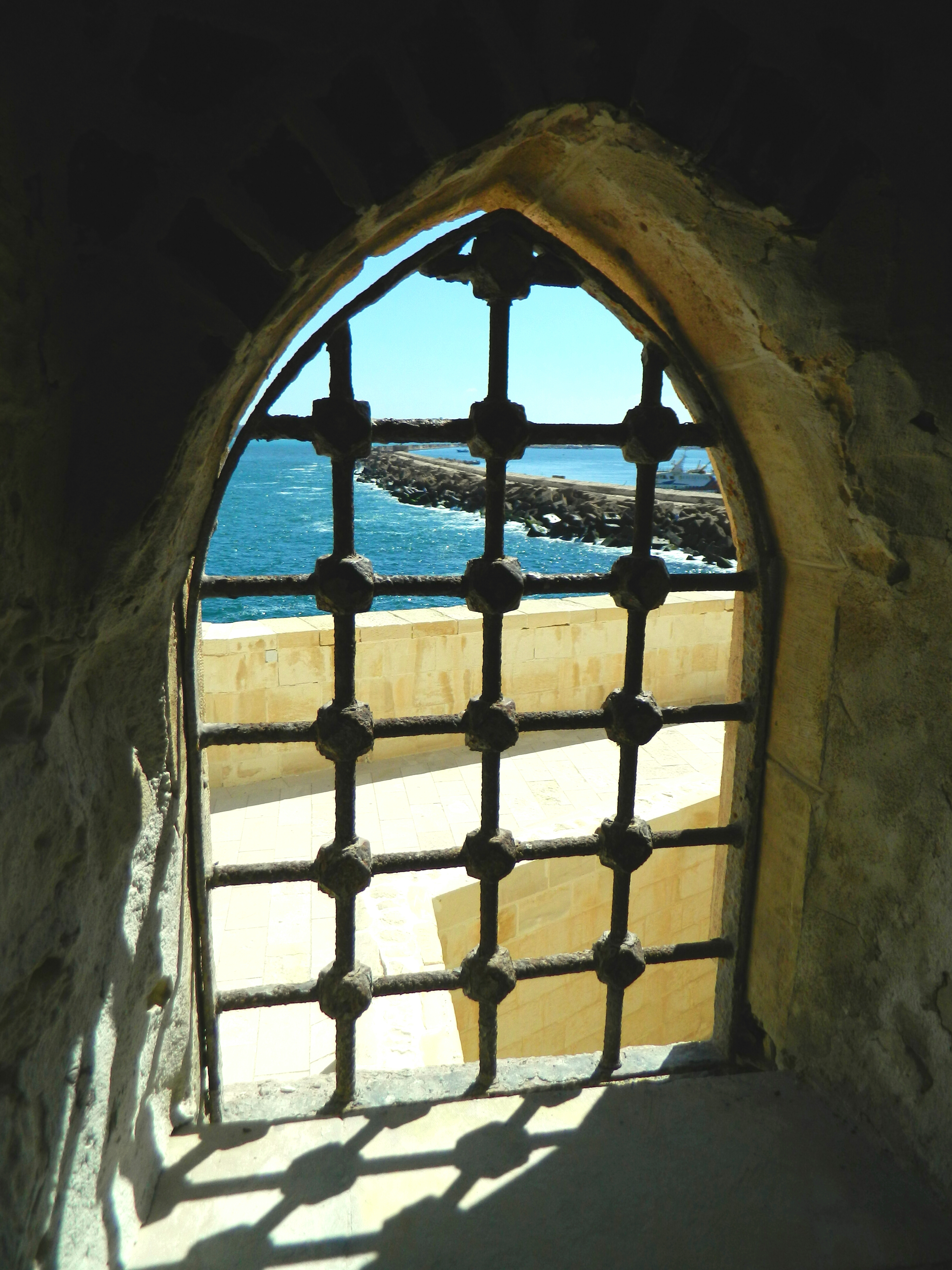
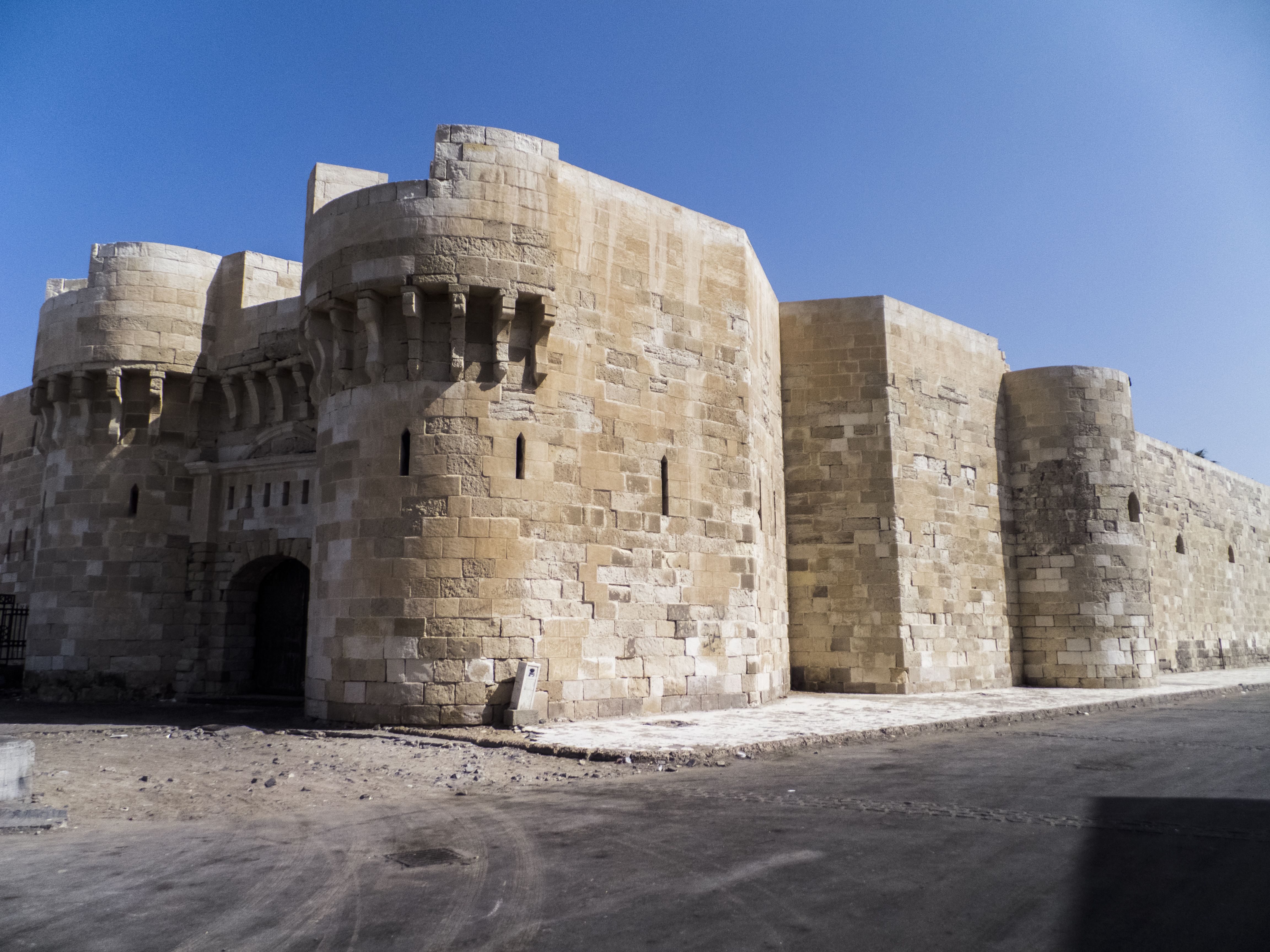
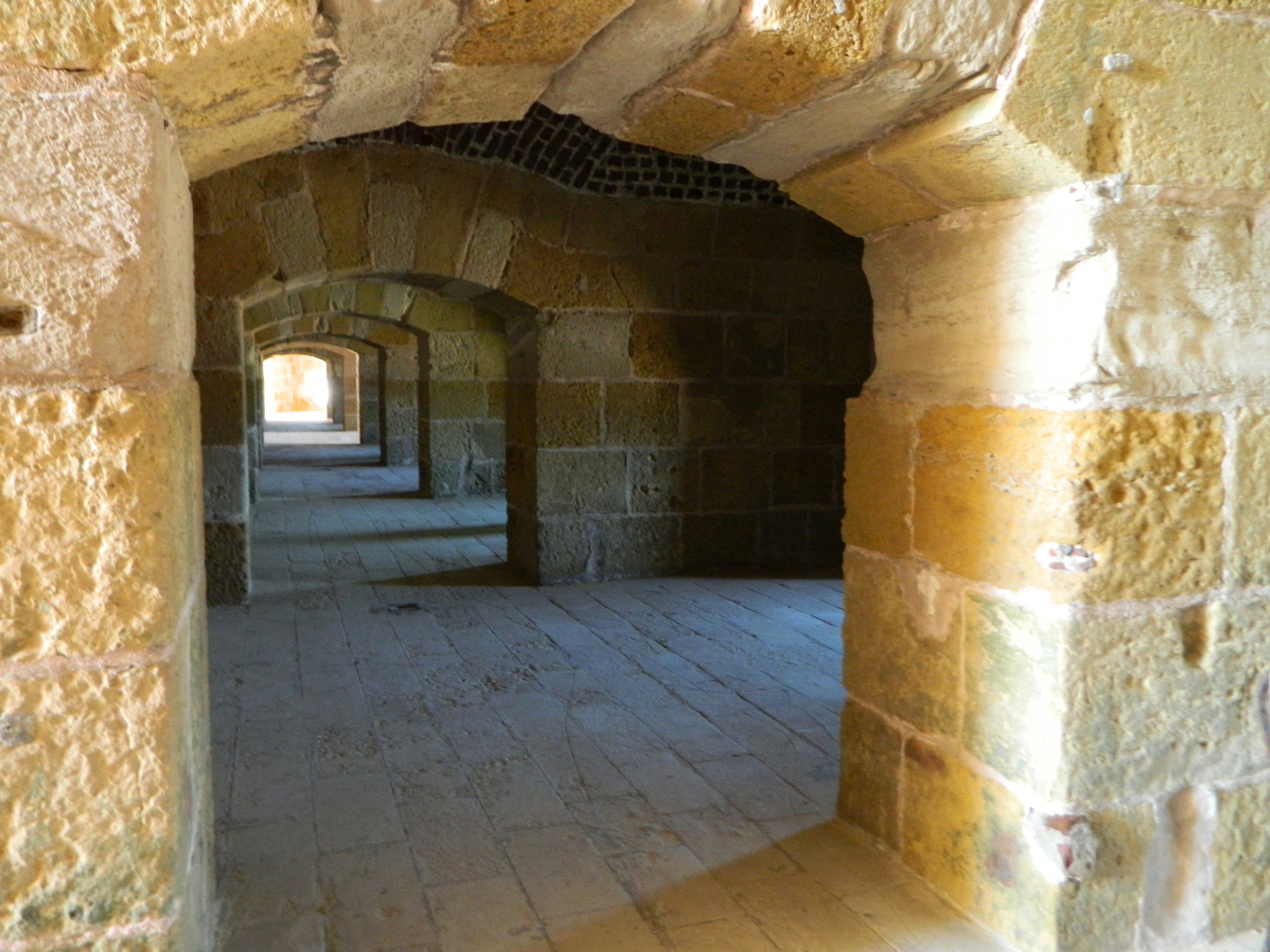
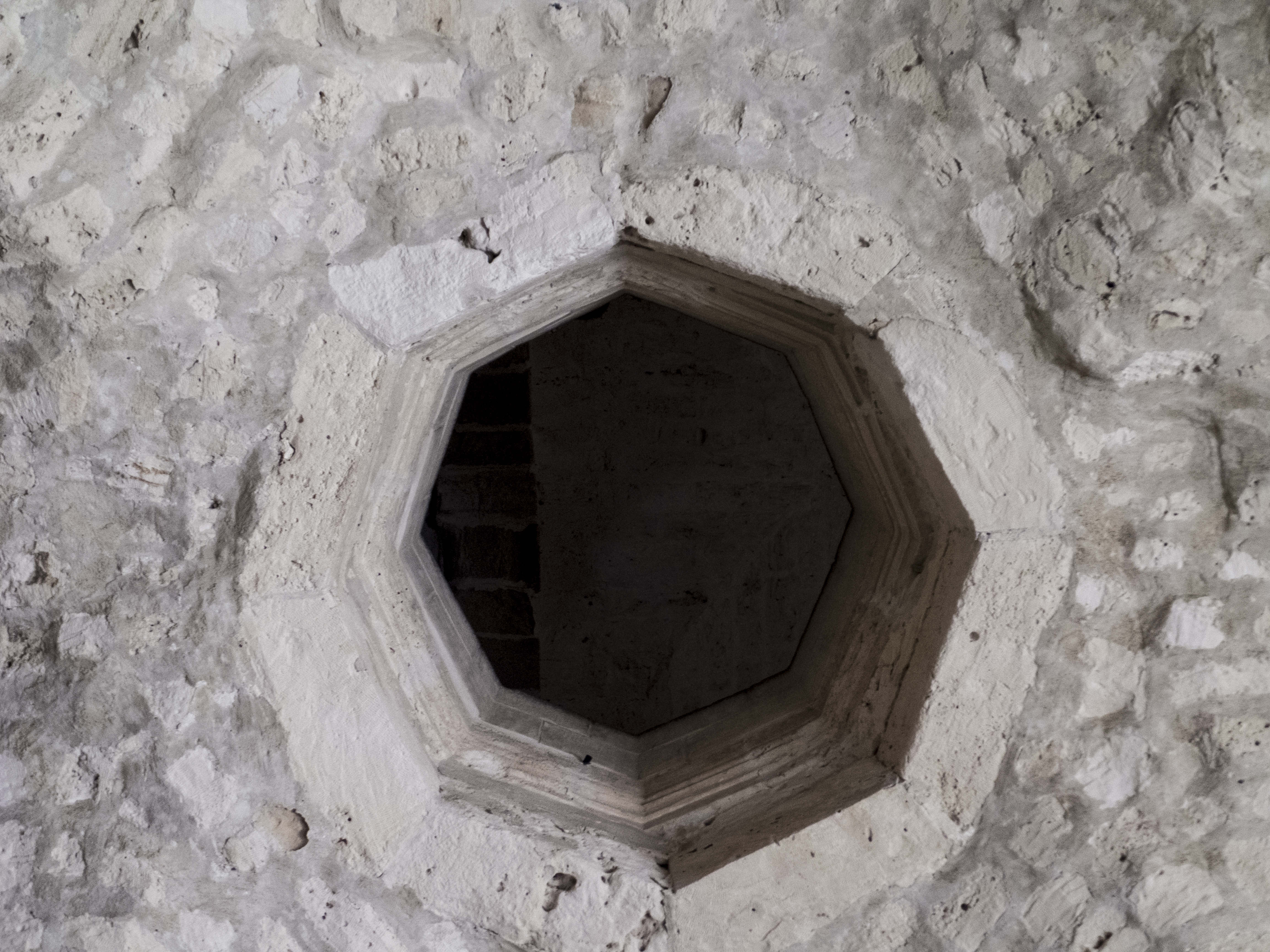
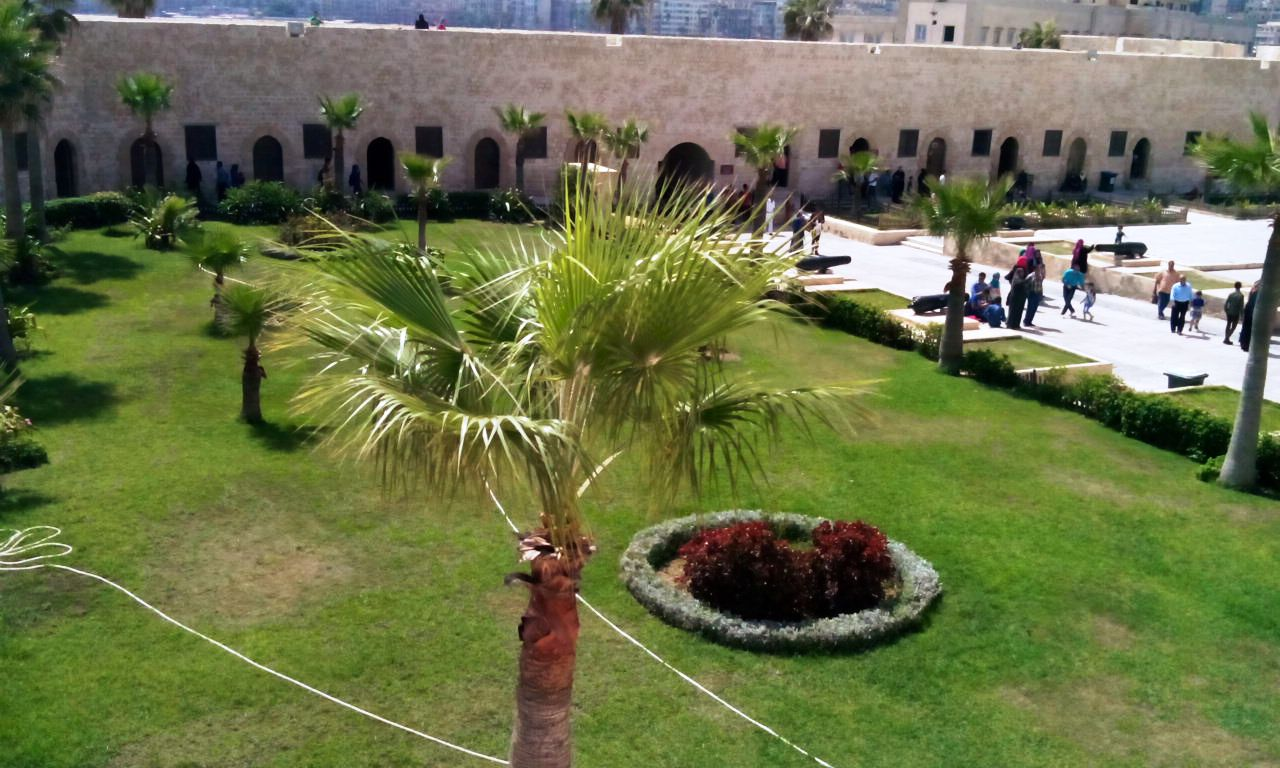
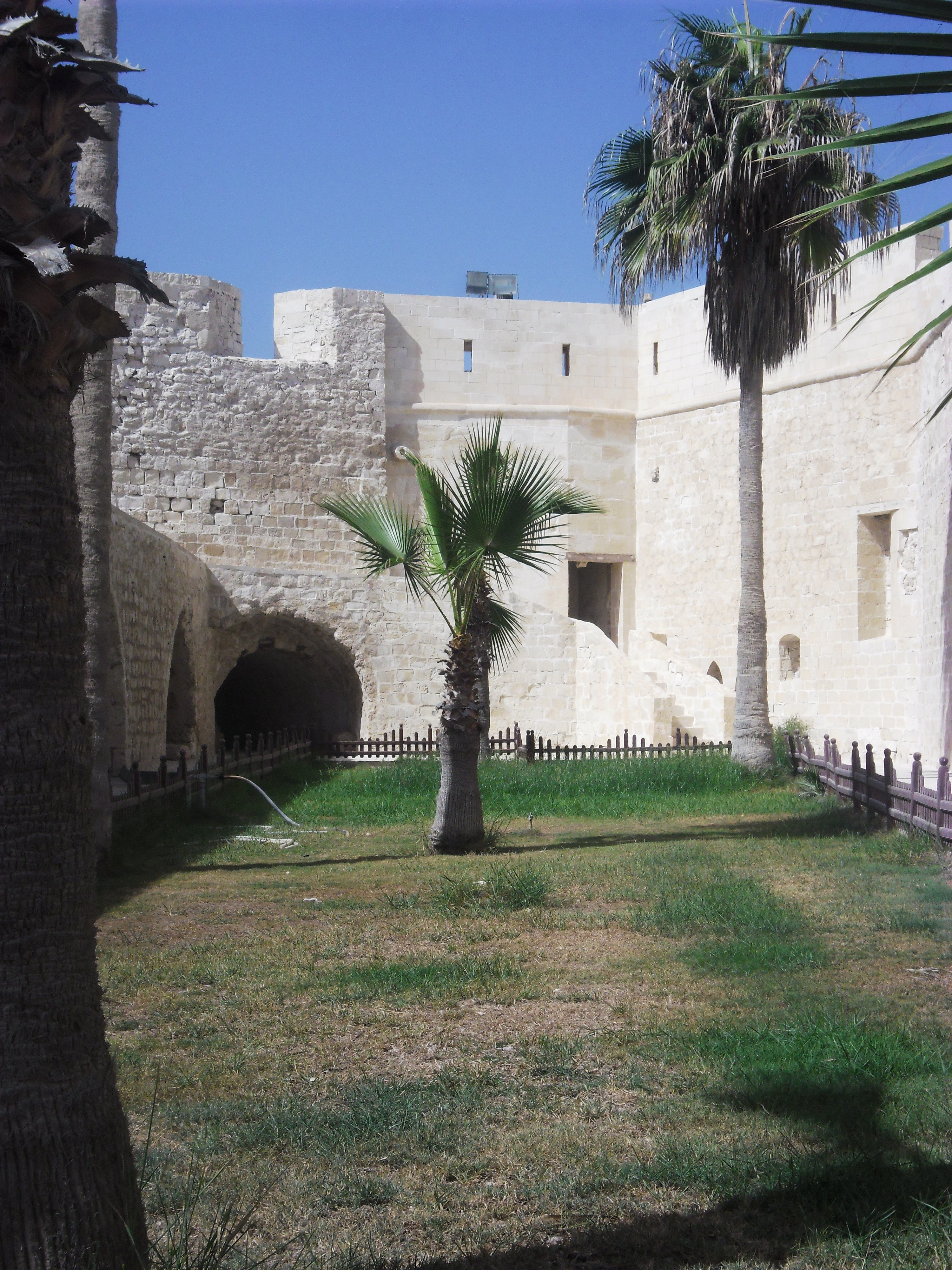
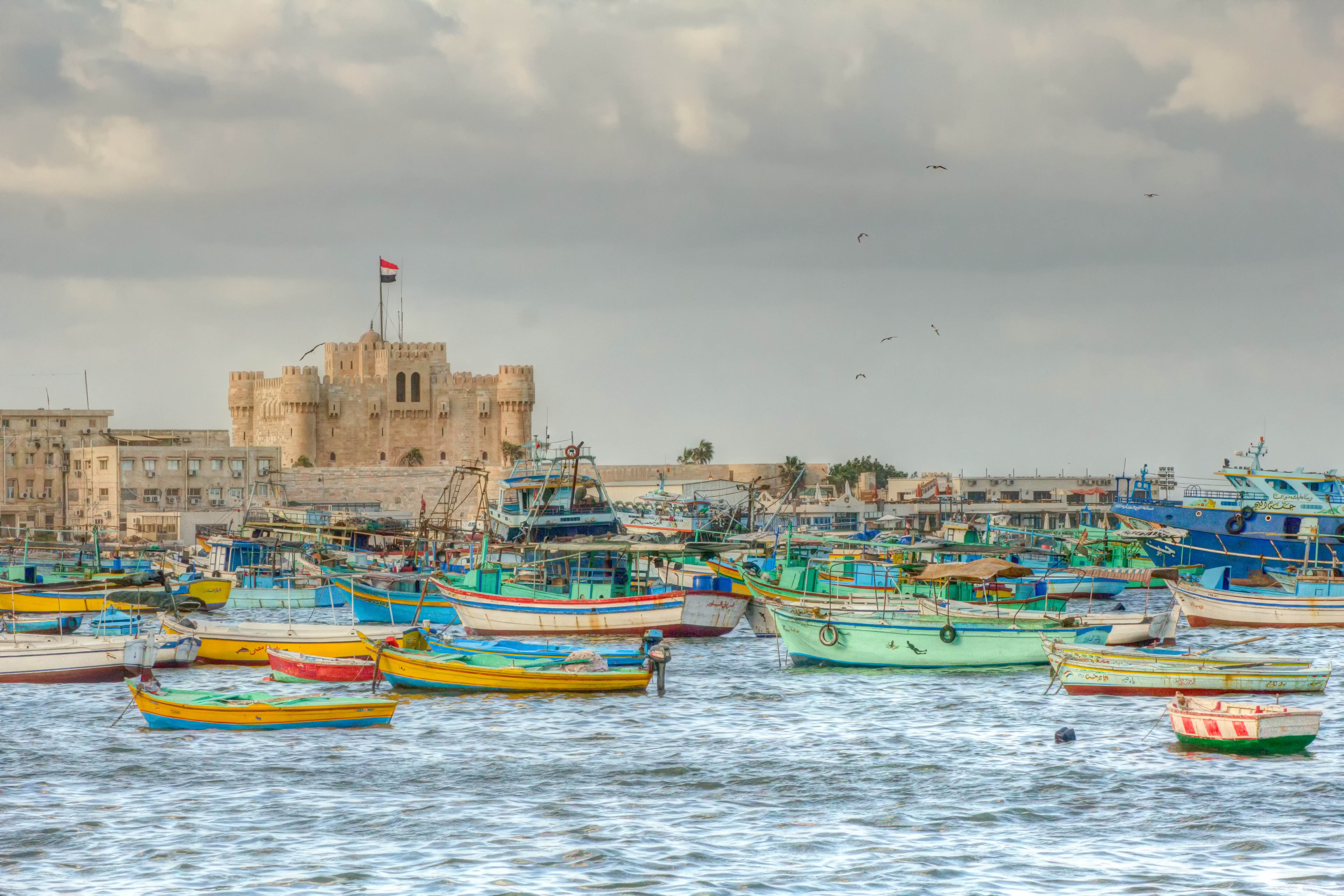

## وصلات خارجية
- الموقع الرسمي